# Chevrolet Corvette (C6)
Cet article concerne la sixième génération de Chevrolet Corvette. Pour des informations plus générales, voir Chevrolet Corvette.
 (février 2020).
La mise en forme du texte ne suit pas les recommandations de Wikipédia : il faut le « wikifier ».
Les points d'amélioration suivants sont les cas les plus fréquents. Le détail des points à revoir est peut-être précisé sur la page de discussion.
- Les titres sont pré-formatés par le logiciel. Ils ne sont ni en capitales, ni en gras.
- Le texte ne doit pas être écrit en capitales (les noms de famille non plus), ni en gras, ni en italique, ni en « petit »…
- Le gras n'est utilisé que pour surligner le titre de l'article dans l'introduction, une seule fois.
- L'italique est rarement utilisé : mots en langue étrangère, titres d'œuvres, noms de bateaux, etc.
- Les citations ne sont pas en italique mais en corps de texte normal. Elles sont entourées par des guillemets français : « et ».
- Les listes à puces sont à éviter, des paragraphes rédigés étant largement préférés. Les tableaux sont à réserver à la présentation de données structurées (résultats, etc.).
- Les appels de note de bas de page (petits chiffres en exposant, introduits par l'outil «  Source ») sont à placer entre la fin de phrase et le point final[comme ça].
- Les liens internes (vers d'autres articles de Wikipédia) sont à choisir avec parcimonie. Créez des liens vers des articles approfondissant le sujet. Les termes génériques sans rapport avec le sujet sont à éviter, ainsi que les répétitions de liens vers un même terme.
- Les liens externes sont à placer uniquement dans une section « Liens externes », à la fin de l'article. Ces liens sont à choisir avec parcimonie suivant les règles définies. Si un lien sert de source à l'article, son insertion dans le texte est à faire par les notes de bas de page.
- La présentation des références doit suivre les conventions bibliographiques. Il est recommandé d'utiliser les modèles {{Ouvrage}}, {{Chapitre}}, {{Article}}, {{Lien web}} et/ou {{Bibliographie}}. Le mode d'édition visuel peut mettre en forme automatiquement les références.
- Insérer une infobox (cadre d'informations à droite) n'est pas obligatoire pour parachever la mise en page.

Pour une aide détaillée, merci de consulter Aide:Wikification.
Si vous pensez que ces points ont été résolus, vous pouvez retirer ce bandeau et améliorer la mise en forme d'un autre article.

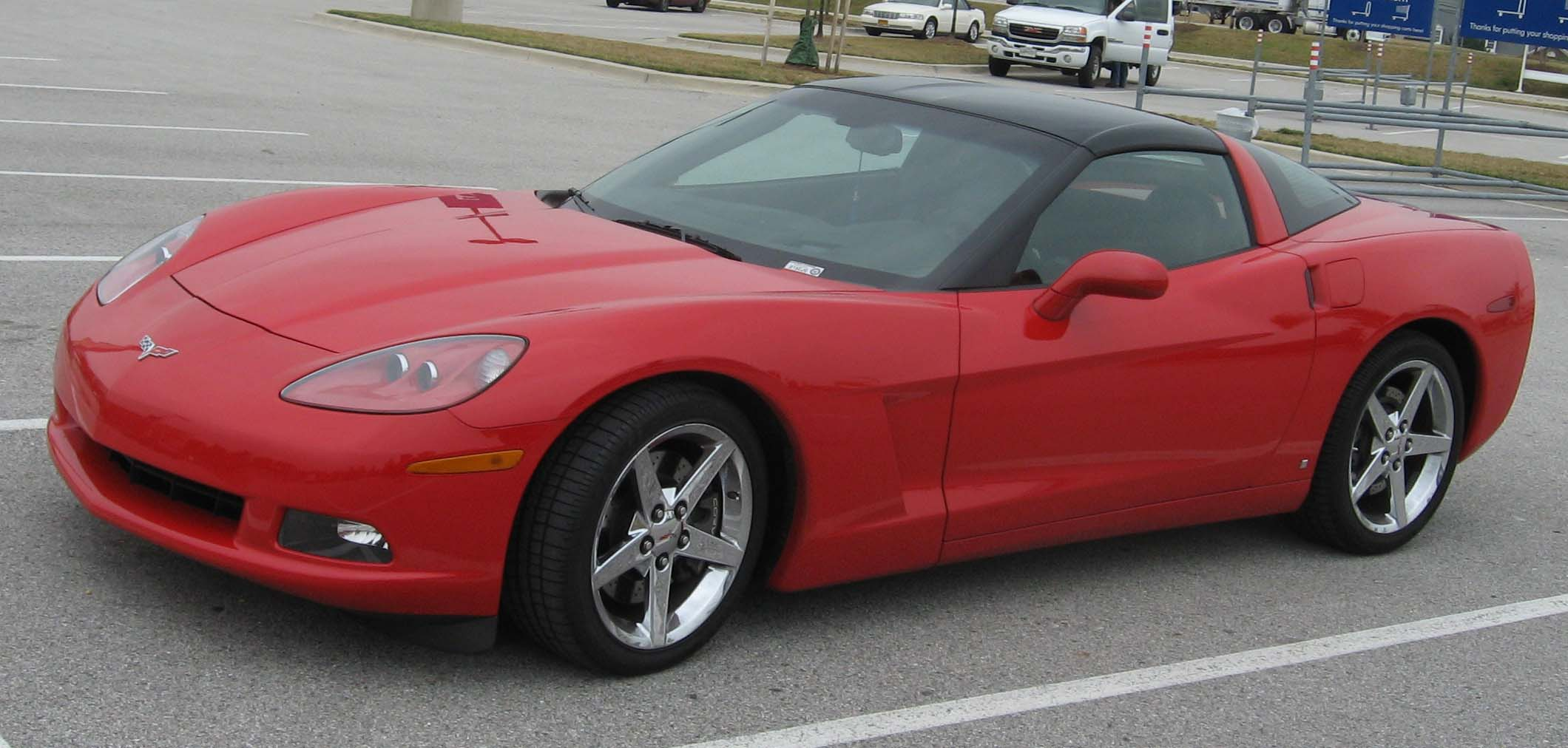
Chevrolet Corvette photographiée aux États-Unis (2005-2007).

La Chevrolet Corvette (C6) est la sixième génération de la voiture de sport Corvette produite par la division Chevrolet de General Motors pour les années modèle 2005 à 2013. Il s'agit de la première Corvette à phares apparents depuis le modèle de 1962. Les variantes de production incluent les Z06, ZR1, Grand Sport et 427 Convertible. Les variantes de course incluent la C6.R, une voiture du championnat américain Le Mans Series GT1 et la gagnante des 24 Heures du Mans GTE-Pro.

## Aperçu
La Corvette C6 présente une nouvelle carrosserie avec phares apparents, une géométrie de suspension révisée, un habitacle plus grand, un moteur V8 de 5 967 cm3 (6,0 L) et un niveau de raffinement plus élevé. Elle est 130 mm plus courte que la C5, mais l'empattement a été augmenté de 30 mm. Elle est également plus étroite de 25 mm. Le nouveau moteur LS2 a une puissance de 400 ch (298 kW) à 6 000 tr/min et un couple de 542 N m à 4 400 tr/min. Comme la C5, la suspension de la Corvette C6 se composait de doubles triangles indépendants de longueur inégale avec des ressorts mono-lames transversaux en fibre de verre et des amortisseurs magnétorhéologiques en option.
Avec une transmission automatique, la Corvette a une consommation de 15,7 litres aux 100 km en ville et de 9,4 litres aux 100 km) sur autoroute ; le modèle à transmission manuelle a une consommation de 14,7 litres aux 100 km en ville et de 9,0 litres aux 100 km sur autoroute. La transmission manuelle de la Corvette est équipée d'un Computer Aided Gear Shifting (CAGS), obligeant le conducteur à passer directement de la 1re vitesse à la 4e vitesse lorsqu'elle tourne à un régime inférieur. Cela stimule l'économie de carburant dérivée de l'EPA, ce qui permet à l'acheteur d'éviter de payer la taxe "essence". Des badges GM ont été ajoutés à la voiture en 2006.
À partir de l'année modèle 2008, la Corvette a reçu un nouveau moteur, le LS3. Avec une cylindrée augmentée à 6 162 cm3 (6,2 L), la puissance a été augmentée à 430 ch (321 kW) à 6 500 tr/min et 575 N m de couple à 4 600 tr/min, ou 436 ch (325 kW) et 580 N m avec la soupape d'échappement actionnée par le vide en option. La précédente transmission Tremec T56 sur les Corvette manuelles a été remplacée par une nouvelle version, la TR6060, dans l'année modèle 2008. Les modèles manuels de la Corvette avaient désormais une liaison de décalage améliorée; le modèle automatique a été configuré pour des changements de vitesse plus rapides, et (selon Chevrolet) accélère de 0 à 97 km/h en 4,0 secondes, plus rapidement que tout autre modèle de Corvette automatique de production. À partir de 2008, la direction a été révisée pour une meilleure sensation et les roues ont été mises à jour pour un nouveau design à cinq branches. La dernière Corvette C6, un cabriolet 427 blanc, a été achevée le 28 février 2013.

### Z06
Modèles Corvette. La Z06 était équipée du moteur à petit bloc le plus volumineux jamais produit, un nouveau moteur V8 de 7 011 cm3 (7,0 L) nommé LS7. Le moteur a une puissance de 505 ch (512 ch; 377 kW) à 6 300 tr/min et 637 N m à 4 800 tr/min de couple. Le LS7 est le moteur atmosphérique le plus puissant jamais produit par la General Motors. En plus de sa cylindrée majorée, la Corvette Z06 dispose d'un carter sec et de bielles en alliage de titane. Le cadre de la Z06 est construit en aluminium, ce qui permet de l'alléger de 62 kg par rapport à la structure en acier standard. D'autres mesures d'économie de poids telles que des planchers composites en bois de balsa / fibre de carbone et un berceau de moteur en alliage de magnésium ont été utilisées. La carrosserie de la Z06 se différencie de la Corvette standard par ses ailes avant et arrière plus grandes et une écope d'admission sur le pare-chocs avant. Les ailes avant sont construites en fibre de carbone et les ailes arrière contiennent des composants qui aident au refroidissement des freins arrière. La Z06 pesait 1 420 kg, ce qui lui donne un rapport poids / puissance de 3,8 kg/kW, pour une consommation de 16 litres aux 100 km en ville et 9,8 litres aux 100 km sur autoroute. Elle était la voiture officielle du Daytona 500 en 2006 et de la course de l'Indianapolis 500. Car and Driver ont enregistré un temps d'accélération de 0 à 97 km/h de 3,6 secondes et le quart de mile (402 m) en 11,7 secondes à 201 km/h en octobre 2005. La Z06 contient les améliorations suivantes par rapport à la Corvette C6 standard:
- Moteur V8 LS7 construit à la main avec carter sec
- Châssis en aluminium avec toit fixe
- Barres antiroulis plus grandes / plus rigides
- Ressorts et amortisseurs plus rigides
- Spoiler arrière et séparateur avant plus grands
- Refroidisseur de transmission
- Carénage avant unique avec entrée d'admission
- Garde-boues avant et arrière plus larges en fibre de carbone
- Conduits de frein avant et arrière fonctionnels pour un refroidissement supplémentaire du système de freinage
- Roues avant et arrière de 18 pouces en aluminium forgé léger et unique; finition peinte standard et finition chromée en option
- Pneus plus larges 275 / 35ZR18 à l'avant et pneus plus larges 325 / 30ZR19 à l'arrière
- Étriers avant à 6 pistons et arrière à 4 pistons plus grands, y compris les disques avant percés de 355 mm et les disques arrière de 340 mm
- Ensembles de finitions 1LZ, 2LZ et 3LZ en option.

Pour l'année modèle 2011, l'édition Z06 carbone fut introduite, qui reprenait plusieurs pièces de la ZR1 haute performance, comme des freins en céramique, une suspension active en carbone ou des éléments de carrosseries aérodynamiques en fibre de carbone. Seules 500 voitures étaient prévues à la production, et les chiffres réels furent encore plus faibles, d'environ 250. Ces 250 exemplaires disposaient du même niveau d'équipement, mais n'avaient pas le capot en carbone. En 2012 et 2013, ces options pouvaient être commandées via la finition Z07 sur la Z06.

### ZR1
La ZR1 est la variante haute performance de la Z06, dont le développement fut révélé à l'avance par plusieurs magazines et sites automobiles, sur la base de rumeurs prétendant que General Motors développait une version de série de la C6 plus puissante que la Z06, sous le nom de code interne Blue Devil (du nom de la mère nourricière de la Duke University du PDG Rick Waggoner). D'après ces rumeurs, la voiture comportait à l'origine un moteur LS9 suralimenté d'une puissance de plus de 630 ch (639 ch; 470 kW).
Le numéro du 12 octobre 2006 d'AutoWeek a publié des photos du photographe Chris Doane d'une C6 Z06, avec des plaques d'immatriculation spéciales émises par le constructeur automobile et un capot bombé, laissant augurer de la présence d'un compresseur sur la Blue Devil. D'autres noms furent attribués par la presse au projet, par exemple "Corvette SS", d'après la voiture de course de la fin des années 1950, et Corvette Z07. En février 2007, un employé d'une compagnie maritime du Michigan publia sur Internet des photos d'une mule de développement du groupe motopropulseur en train d'être expédiée en Allemagne, faisant apparemment partie du programme Blue Devil. La voiture avait des plaques d'immatriculation du fabricant, des freins à disque en carbone-céramique, des prises d'air agrandies sur les ailes, un capot bombé et un moteur équipé d'un compresseur à déplacement positif dans le creux du V entre les deux bancs de cylindres et un échangeur air-eau par-dessus.
GM commença à divulguer les détails du projet Blue Devil en avril 2007. La société confirma l'existence du projet lors d'un entretien avec Car and Driver, le 13 avril. Il fut confirmé que la puissance du modèle de série se situerait entre 600 et 700 chevaux (447 et 522 kW) ; cependant, sa cylindrée ne dépasserait pas les 7 litres de la Z06. Motor Trend a confirma le nom officiel de la version de production de la Blue Devil, ressuscitant l'ancienne plaque signalétique ZR1. Le nom ZR1 avait été initialement utilisé sur des voitures de développement en 1971, et ensuite comme nom de modèle, la ZR-1 était la variante haut de gamme de la Corvette C4. General Motors a officiellement présenté la Corvette ZR1 le 19 décembre, donnant un communiqué de presse et des photos de la voiture. GM a confirmé un V8 LS9 6,2 L suralimenté d'une puissance de 638 ch (647 ch; 476 kW) à 6 500 tr/min et 819 N m de couple à 3 800 tr/min. Un essai de la ZR1 sur l'autoroute allemande a révélé une vitesse de pointe de 309 km/h, bien que le constructeur affirme que la voiture est conçue pour atteindre des vitesses allant jusqu'à 330 km/h.
De la fibre de carbone est utilisée sur le toit, le capot, les ailes, le séparateur avant et les moulures de culbuteur; le capot et les ailes sont peints, tandis que le toit et le séparateur sont simplement recouverts d'une couche transparente, conservant leur couleur noire d'origine. Une fenêtre en polycarbonate est placée au centre du capot, permettant au refroidisseur intermédiaire du moteur d'être vu de l'extérieur. Les roues étaient les plus grandes jamais placées sur une Corvette de production, les roues avant et arrière augmentant en taille et en diamètre par rapport à la Z06. Les freins carbone-céramique sont inclus. Les étriers de frein sont peints en bleu, tout comme la garniture du refroidisseur intermédiaire du moteur et le logo ZR1. Le Magnetic Selective Ride Control a également été inclus sur la voiture, avec des capteurs pour ajuster automatiquement les niveaux de rigidité en fonction des conditions de la route et du mouvement du véhicule.

### Grand Sport
La Grand Sport de 2010 a été dévoilé lors de la 12e édition annuelle de l'anniversaire de la Corvette C5 / C6, tenue au Musée national de la Corvette. La Grand Sport remplace la finition Z51 précédente. La GS ou Grand Sport a été équipée des améliorations suivantes :
- Transmission manuelle spécifique avec différents rapports de démultiplication
- Barres antiroulis plus grandes / plus rigides
- Ressorts plus rigides
- Amortisseurs révisés
- Spoiler arrière Z06 plus grand
- Refroidisseur de transmission
- Conduits de frein avant et arrière fonctionnels pour un refroidissement supplémentaire du système de freinage
- Roues avant et arrière de 18 pouces en aluminium forgé léger et unique (finition peinte standard et finition chromée en option)
- Freins Z06, y compris les disques avant percés de 355 mm et les disques arrière de 340 mm
- Rapport de l'essieu arrière spécifique sur les modèles équipés d'une transmission automatique
- Ensembles de finitions 1LT, 2LT, 3LT et 4LT en option.
- Ailes avant et arrière plus larges avec badges Grand Sport intégrés
- Pneus plus larges 275 / 35ZR18 à l'avant
- Pneus plus larges 325 / 30ZR19 à l'arrière
- Étriers avant à 6 pistons et étriers arrière à 4 pistons
- Système d'huile pour carter sec (coupés avec boîte de vitesses manuelle uniquement)
- V8 LS3 de 6,2 L fabriqué à la main (coupes avec transmission manuelle uniquement)
- contrôle de lancement (manuel uniquement)

## Moteurs
| Type | Années des Corvette |
| ---- | ------------------- |
| LS2  | 2005-2007           |
| LS7  | 2006-2013           |
| LS3  | 2008-2013           |
| LS9  | 2009–2013           |

Le LS2 a été remplacé par le LS3 des années modèles 2008 à 2013.
Le moteur LS3 du cabriolet GS ou du coupé Grand Sport équipé d'une transmission automatique a un carter humide au lieu d'une lubrification pour carter sec.

## Éditions limitées

### GT1 ALMS Championship de Ron Fellows Edition (2007)
La GT1 ALMS Championship de Ron Fellows Edition est une édition spéciale de la Corvette Z06 développée pour commémorer la victoire du pilote Ron Fellows de l'équipe de course Corvette au championnat ALMS GT1 2007. Les caractéristiques extérieures notables comprennent une peinture spéciale Arctic White, des bandes rouges de style grand sport sur les ailes avant et des bandes de style hachuré rouge et argent incorporant une feuille d'érable similaire à la livrée présente sur la voiture gagnante. L'intérieur avait un intérieur rouge et complimentait l'accent sur les sièges, la console et les panneaux de porte. L'accoudoir arbore la signature de Ron Fellows. Seulement 399 ont été fabriquées, dont 33 destinées au marché canadien.

### ZHZ (2008)
La ZHZ était une Corvette standard équipée du moteur LS3, d'une transmission automatique à 6 vitesses, d'une soupape d'échappement actionnée par dépression, d'une suspension F55 et de roues chromées à 7 branches uniques. Elle a été développée pour la collection Fun de The Hertz Corporation pour 2008. 150 toits targa ont été produites en 2008 et 350 cabriolets en 2009 au total. Toutes les voitures étaient finies en jaune avec une large bande noire le long du capot et du toit.

### GT1 Championship Edition (2009)
La GT1 Championship Edition est une finition optionnel pour la C6, qui a été dévoilé au Salon de l'auto de New York 2009. Elle célèbre l'entrée de la Corvette C6.R dans la classe GT1 de l'ALMS en 2009. Cette édition limitée est basée soit sur une 4LT équipée du toit targa, un cabriolet 4LT ou une Z06 haute performance. Les modèles portent la même teinte de carrosserie jaune vélocité "45U" qui orne le noir brillant C6.R ou "41U", ainsi qu'un graphique "Jake" qui couvre le capot de la Championship Edition. Des roues chromées connues sous le nom de Gumby sont présentes sur les modèles toit targa et convertibles tandis que la Z06 est équipée de roues Spyder chromées. Un becquet couleur carrosserie partagé avec la ZR1 rejoint un capot moteur "motif carbone", tandis qu'un intérieur en ébène gainé de cuir contient des insignes "GT1" brodé sur les appuie-tête des sièges, le tableau de bord et l'accoudoir de la console centrale. Les modèles non-Z06 incluent également une finition performance Z51 et un échappement de performance NPP.
Les chiffres de production d'origine devaient être de 100 unités pour chaque modèle dans chaque couleur (600 au total). Mais les chiffres réels s'élevaient à 125 unités pour différents nombres dans chaque code couleur. Cela était dû au rachat par le gouvernement de General Motors.

### R437 (2010-2011)
La R437 est une série limitée à l'initiative du concessionnaire Chassay en 2010 et 2011. Ces exemplaires étaient prévues au départ pour être vendus via le réseau Opel mais l'idée a été abandonnée, Chassay va donc racheté toutes les Corvette pour en faire une série "spéciale". Ce sont 25 exemplaires tous blanc qui ont été badgé par Chassay et revendue moins cher que les C6 neuves de l'époque.
Elles ont existée en boite automatique et manuelle. Elles ont toutes été équipées du pack performance Z51 (amortisseurs, barres stabilisatrices et essieu arrière spécifiques).

### Z06 Carbon Limited Edition (2011)
En mars 2010, Chevrolet a annoncé que 500 exemplaires de la Z06 Carbon Limited Edition seront disponibles en tant que modèle de 2011 à partir de l'été 2010. La voiture serait disponible en deux couleurs: Inferno Orange et un tout nouveau Supersonic Blue. À l'extérieur, la voiture avait des phares et des rétroviseurs noirs, un aileron de style ZR1, un capot en fibre de carbone, des culbuteurs et un séparateur en fibre de carbone noire. À l'intérieur, la Z06 Carbon avait des sièges en cuir ébène et en daim avec des coutures de couleur assortie. Parmi les autres améliorations, citons le Magnetic Selective Ride Control, un capot moteur spécial en carbone, des roues avant et arrière noires de 20 pouces et des freins Brembo en carbone céramique de la ZR1.

### Centennial Edition (2012)
Le code de commande "ZLC" était une finition d'équipements célébrant les 100 ans de l'héritage de course de Chevrolet. Offerte exclusivement en Carbon Flash Metallic, la finition Centennial Edition comprend des graphismes noir satiné et des roues Centennial Satin Black en aluminium moulé léger uniques qui présentent un fin périmètre rouge (sur les voitures Z06 et ZR1). Toutes les voitures étaient équipées d'étriers de frein rouges et comportaient un contrôle magnétique sélectif de la conduite.
À l'intérieur, la voiture était dotée d'une sellerie en cuir ébène et de surpiqûres contrastées tandis que le volant et les accoudoirs arboraient des touches de microfibre en suédine. Les appuie-tête ont un logo Centennial Edition en relief et le moyeu du volant porte le même graphisme "Louis Chevrolet 100" que celui qui se trouve sur le montant B et les enjoliveurs de roue de la voiture.

## Cadillac XLR
Article principal: Cadillac XLR
La Cadillac XLR est un roadster de luxe qui a été commercialisé par Cadillac de 2004 à 2009. Assemblé à Bowling Green, Kentucky, la XLR était basée sur la plate-forme Y de la Chevrolet Corvette. Conçue pour être une offre de grand tourisme, la XLR présente un design extérieur et intérieur différent, un système de suspension adaptatif standard, un moteur V8 Northstar de 4,6 litres et un toit rigide rétractable à commande électrique en aluminium.